# Dicliptera rosea
Dicliptera rosea là một loài thực vật có hoa trong họ Ô rô. Loài này được Ridl. mô tả khoa học đầu tiên năm 1911.